# Maersk Line
La Maersk Line è una compagnia di navigazione danese, divisione del gruppo Maersk, che si occupa di trasporto container.
È considerata la più grande compagnia di navigazione mercantile al mondo per ricavi, nonché la seconda per capacità dopo Mediterranean Shipping Company.
Maersk Line ha oltre 600 navi con una capacità di 2,6 milioni di TEU (Twenty-foot Equivalent Units). La compagnia fu fondata nel 1928 dalla Maersk.

## Storia

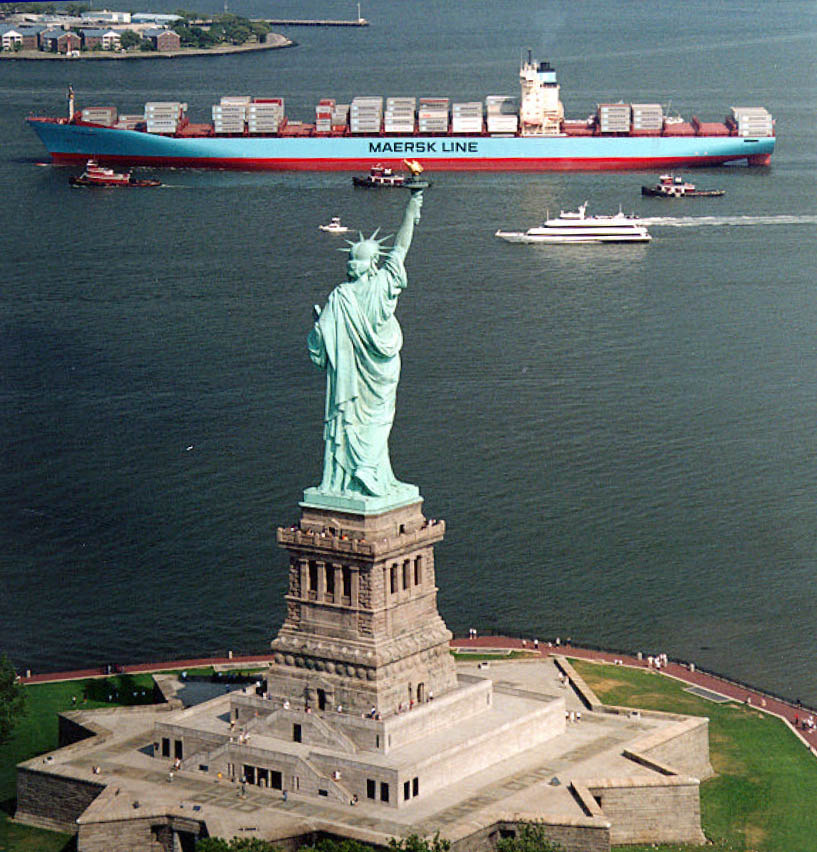
La Maersk Kalamata all'ingresso del porto di New York.

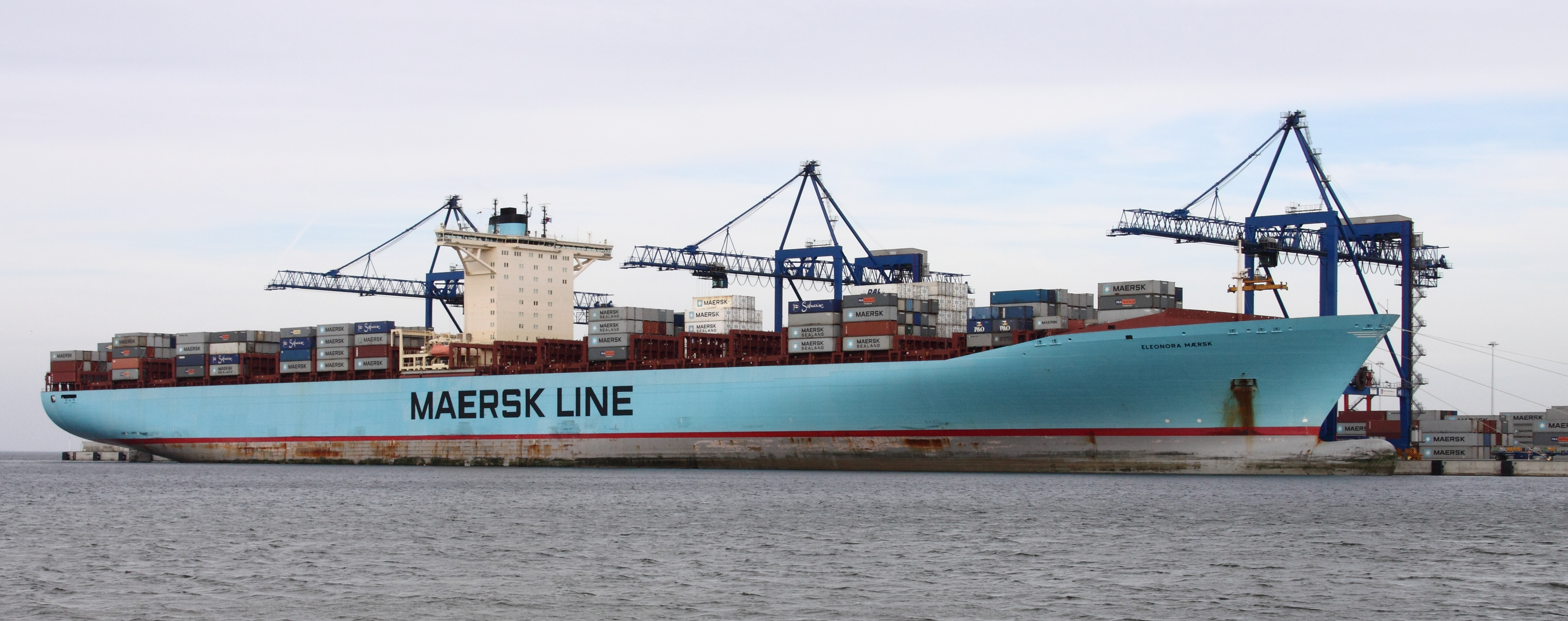
Eleonora Maersk, una delle navi di classe E.

Creata da Arnold Peter Møller, iniziò la attività col viaggio della Leise Maersk il 12 luglio 1928 da Baltimora via Canale di Panama verso l'Estremo Oriente, con un carico di pezzi di ricambio per auto Ford. Dopo la fine della seconda guerra mondiale, nonostante la flotta falcidiata dalle perdite dovute agli eventi bellici, nel 1946 la compagnia riprese l'attività con il viaggio della Chastine Maersk partita da New York il 16 marzo e con scali a Manila e Shanghai.
Il 26 aprile 1956, inizia l'era dei container, che imbarcati sulla Ideal X, partivano dal terminal cargo del porto di Newark, nel New Jersey, per giungere a Houston, in Texas. Da allora, molto del traffico della linea è stato effettuato dalle navi portacontainer. Da un investimento iniziale di 2 milioni di corone danesi, 9 portacontainer veloci costruite per la Maersk entrarono nella flotta attorno agli anni settanta, tra le quali la Adrian Maersk è l'ammiraglia. Durante questo periodo la compagnia iniziò quella che lei stessa definisce una "pietra miliare", cioè il passaggio dal trasporto merci nelle navi portarinfuse a quello nei container, con le apposite navi portacontainer. Data la rilevanza della compagnia stessa in termini di flotta e di fatturato, questo processo ha determinato una nuova era del trasporto merci via mare che da lì a poco si è diffuso in tutto il mondo. Ciò ha comportato anche una trasformazione e ammodernamento dei porti mercantili in termini di attrezzature e di gestione della logistica, dovendo questi ultimi provvedere a costruire macchinari per caricare e scaricare i container. Tra il 1967 e il 1968 la compagnia strinse accordi con la Peninsular and Oriental Steam Navigation Company (P&O).

## Flotta
Nel 2006 Maersk Line ha ricevuto la più grande nave portacontainer fino ad allora esistente, la Classe-E Emma Mærsk, consegnata dalla Odense Steel Shipyard, costruita su commissione di Maersk; altre 7 navi gemelle sono state consegnate nei mesi successivi.
A marzo 2011 Maersk ha ordinato alla Daewoo 20 navi di classe Tripla E che potranno trasportare sino a 18.000 container.
A luglio 2011 Maersk Line comprendeva oltre 600 navi con una capacità di portata di 3,8 milioni TEU.
La prima nave di classe tripla E, la Mærsk Mc-Kinney Møller, è stata consegnata a Maersk il 14 giugno 2013 e ha iniziato a operare dal 28 giugno successivo. Al momento del varo era la nave portacontainer più grande del mondo.